# Corinna Ulcigrai

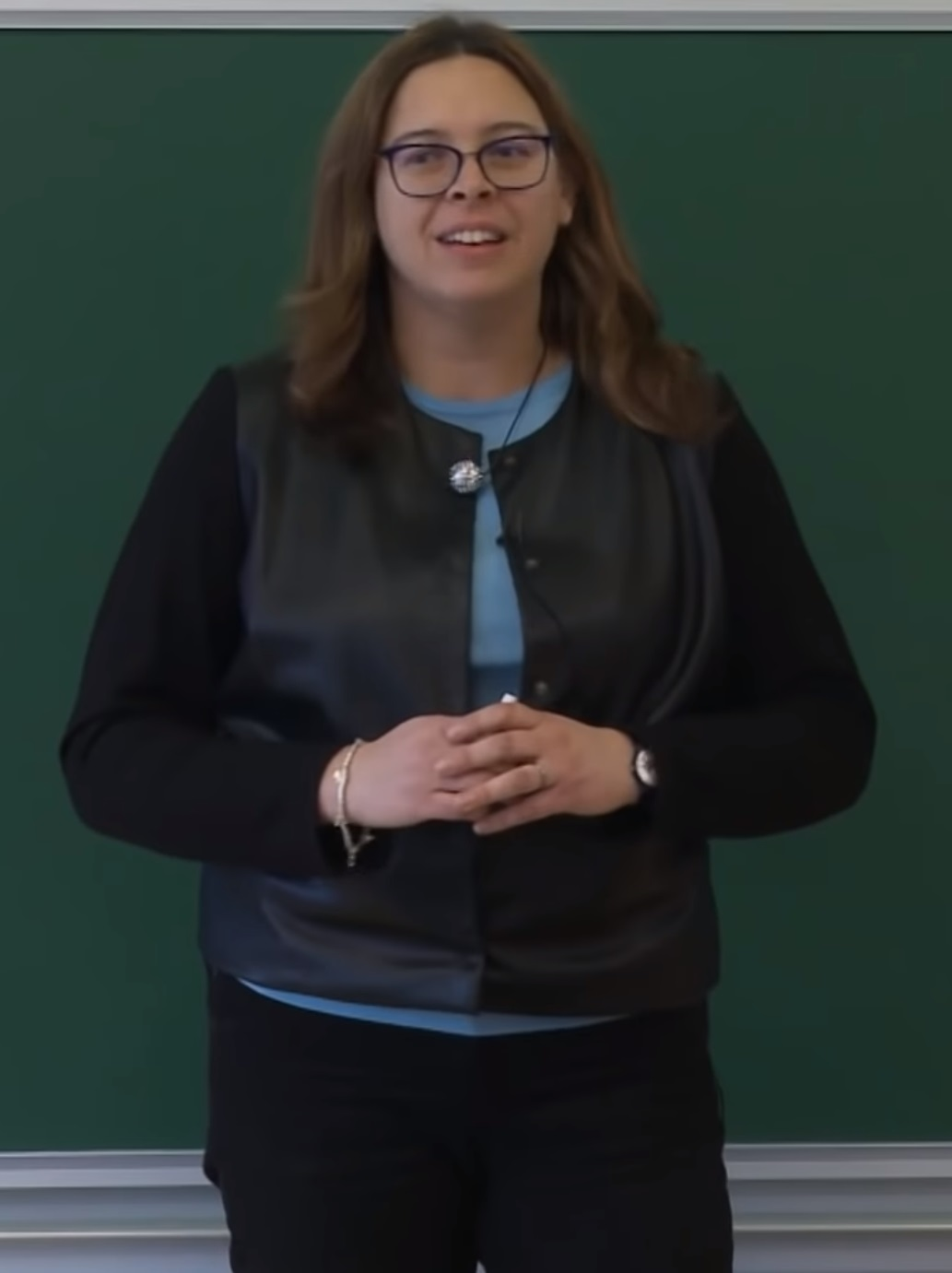
Corinna Ulcigrai (2019)

Corinna Ulcigrai (* 3. Januar 1980 in Triest) ist eine italienische Mathematikerin, die sich mit Dynamischen Systemen, Ergodentheorie und Chaostheorie beschäftigt.
Ulcigrai studierte Mathematik an der Scuola Normale Superiore in Pisa mit dem Diplomabschluss (Laurea) 2002. Danach ging sie an die Princeton University, wo sie 2007 bei Jakow Grigorjewitsch Sinai promoviert wurde (On ergodic properties of flows on surfaces given by multi-valued hamiltonians). Als Post-Doktorandin war sie am MSRI und 2008 am Institute for Advanced Study. Sie war Lecturer an der Universität Bristol mit einer RCUK (UK Research Council) Fellowship und ist seit 2018 ordentliche Professorin am Institut für Mathematik an der Universität Zürich.
Sie befasst sich mit Ergodentheorie zum Beispiel von Intervall-Austausch-Abbildungen und dynamischen Flüssen auf Flächen und mit Dynamik in Teichmüllerräumen (Modulräume von Flächen). Sie bewies, dass bestimmte lokal Hamiltonsche Flüsse auf Flächen nicht mischend sind und löste damit ein seit langem offenes Problem.
2012 erhielt sie den EMS-Preis. Für 2013 wurde ihr der Whitehead-Preis zugesprochen und sie erhielt im selben Jahr einen ERC Starting Grant. 2022 war sie eingeladene Sprecherin auf dem Internationalen Mathematikerkongress (Dynamics and „Arithmetics“ of higher genus surface flows).